# Figowiec sykomora
Figowiec sykomora, sykomora (Ficus sycomorus L.) – gatunek drzewa z rodziny morwowatych (Moraceae). Rośnie dziko w Afryce i na Półwyspie Arabskim (Arabia Saudyjska, Jemen, Oman), jest uprawiany w wielu krajach świata. Gatunek został introdukowany na ziemie współczesnego Izraela przez Filistynów w epoce żelaza, wraz z makiem i kminem.

## Morfologia
PokrójDrzewo o wysokości do 15 m i bardzo grubym pniu.
LiściePojedyncze, kształtu owalnego, jajowatego lub sercowatego, wcinane, lśniące, na górnej stronie ciemnozielone,
KwiatyRozdzielnopłciowe. Kwiaty żeńskie mają 5-dzielny okwiat i 1 słupek, męskie są drobne, mają 3 lub 5-dzielny okwiat i 3 lub 5 pręcików. Kwiaty są zielone, zebrane w kulisty, lub kolbowaty kwiatostan.
OwoceDrobne orzeszki w kulistym lub jajowatego kształtu osadniku. Jest on początkowo zielony, w stanie dojrzałym purpurowo-czerwony. Jest delikatnie owłosiony lub niemal gładki.

## Zastosowanie
- Drewno lekkie i odporne na butwienie, używane już w starożytności przez Egipcjan do wyrobu skrzyń, trumien dla mumii, sarkofagów[8]. W Egipcie odkryto przedmioty wykonane z tego drewna pochodzące sprzed 3 tysięcy lat p.n.e.[9]. Obecnie nadal używa się go do budowy stropów domów[10].
- Osadniki są jadalne, są jednak ciężko strawne[8]. W starożytności praktykowane było nacinanie nożem niedojrzałych owoców sykomory i praktyka ta przetrwała do dziś w Egipcie i na Cyprze. Takie nacinanie powoduje wydzielanie etenu, co przyspiesza dojrzewanie owoców, nawet 3-krotnie. Aby to wykonać, należało wejść na drzewo sykomory, i to kilkakrotnie, w miarę tworzenia się owoców. Zazwyczaj robili to pasterze, dla których owoce sykomory stanowiły jedno ze źródeł pożywienia[10].
- W starożytnym Egipcie, a później również w Izraelu sykomora była uprawiana, zarówno dla owoców, jak i dla cienia. W 1 Księdze Kronik (27,28) jest uwaga o ustanowieniu przez króla Dawida nadzorców nad sykomorami[10]. W starożytnym Izraelu sykomorę uprawiali głównie ubodzy, obecnie straciła ona na znaczeniu, uprawia się inne drzewa o bardziej wartościowych owocach[9].

## Udział w kulturze
- Sykomora wymieniona jest sześć razy w Starym Testamencie, a raz w Nowym (w Ewangelii Łukasza (19,4) napisano, że Zacheusz wspiął się na sykomorę, by dojrzeć Jezusa Chrystusa)[9].
- W egipskich ogrodach za czasów faraonów sykomora uważana była za drzewo święte[10].
- Rysunek sykomory znajduje się na banknotach Erytrei.
- Sykomora uważana jest za symbol żywotności, ma bowiem szczególne zdolności regeneracyjne: jeśli wiatr odsłoni jej korzenie, następne tworzy głębiej, a gdy zasypie ją piasek, jej pień i gałęzie przekształcają się w korzenie i drzewo rośnie dalej w górę[9].
- Miszna zawiera wiele przepisów regulujących wykorzystanie sykomory[9].

## Galeria zdjęć

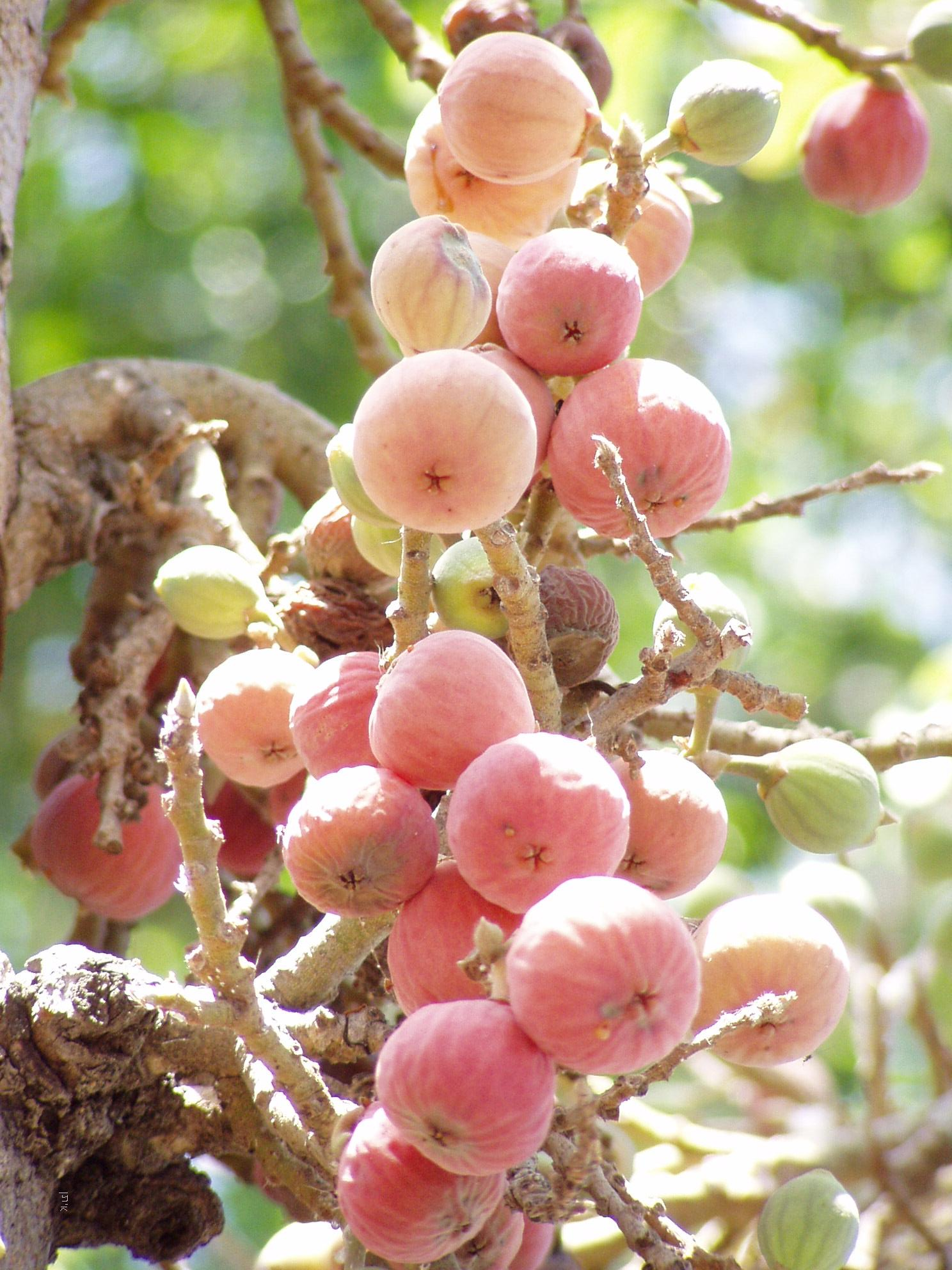
Owoce
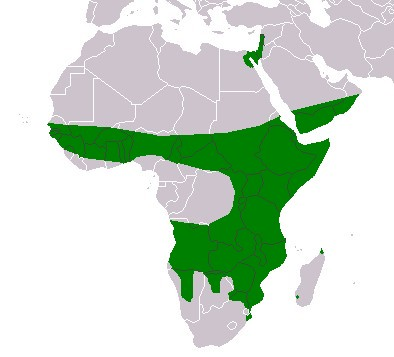
Zasięg występowania
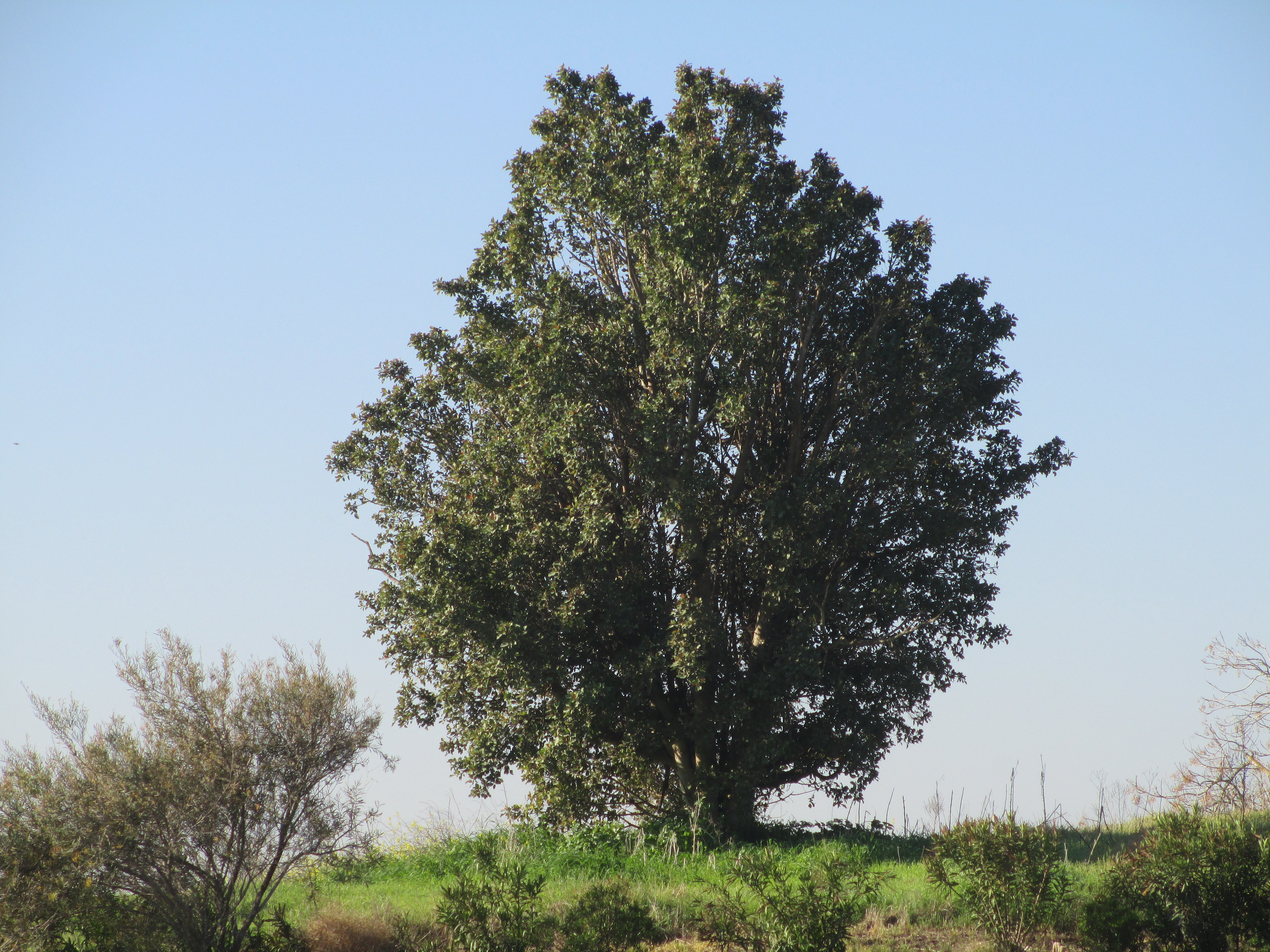
Młody okaz
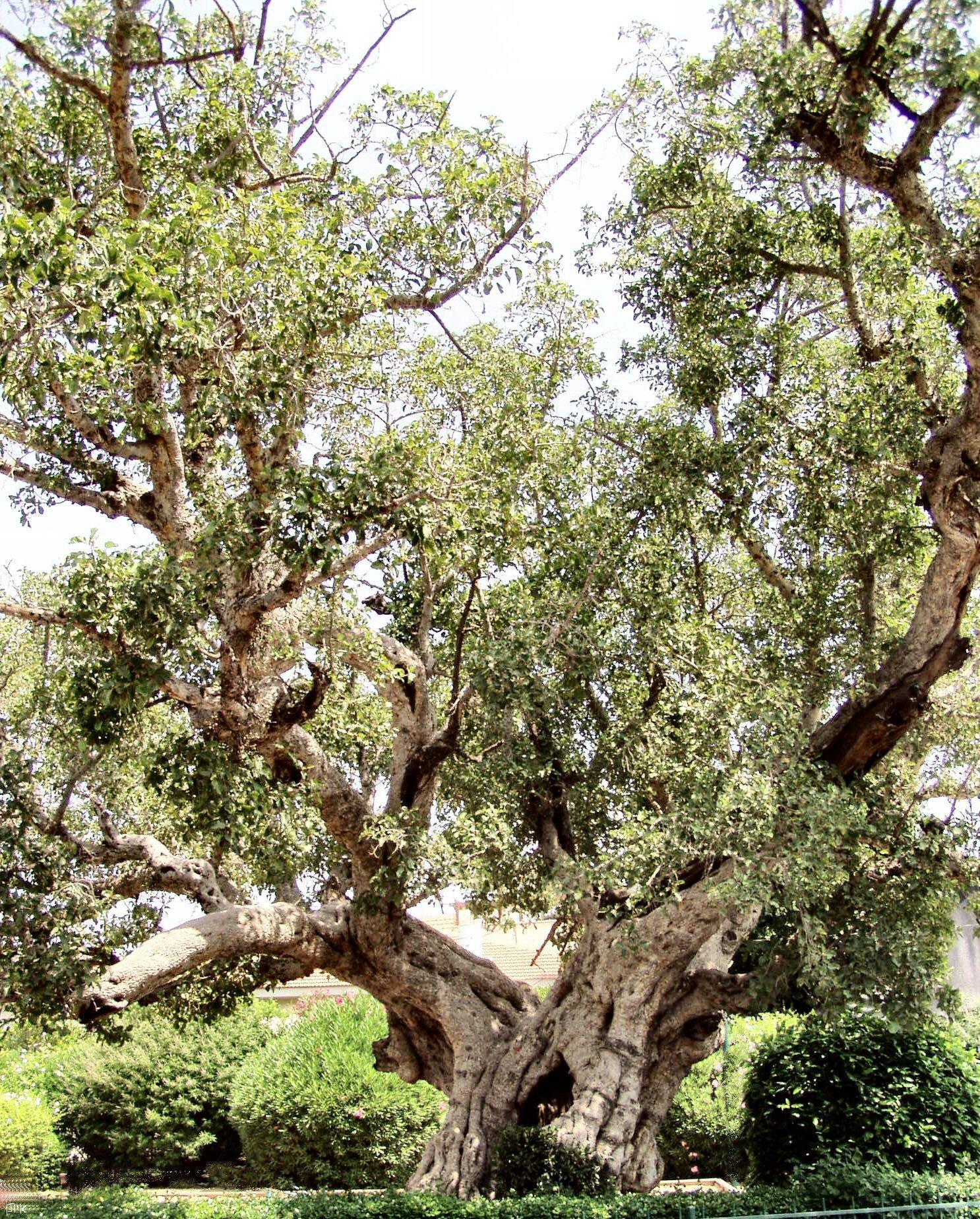
Stary okaz